# Teorema de Savitch
En teoría de la complejidad computacional, el teorema de Savitch establece que: 
| NSPACE(f(n)) {\displaystyle \subseteq } DSPACE(f²(n)) Walter Savitch (1970) |

Como corolario, se tiene que PSPACE = NPSPACE.